# Fabeldieren in Harry Potter
In de boeken over tovenaarsleerling Harry Potter van J. K. Rowling worden veel fabeldieren beschreven. Rowling bracht ook een apart boekje uit over de fabeldieren, Fabeldieren en Waar Ze Te Vinden. Dit boekje, dat in de Harry Potterboeken zelf ook voorkomt als schoolboek voor het vak Verzorging van Fabeldieren, diende deels als bron voor onderstaand overzicht van de minder bekende fabeldieren.

## Classificatie
Het Departement van Toezicht op Magische Wezens classificeert bekende dieren, wezens en geesten op een schaal van X tot XXXXX als volgt:
- X: Slaapverwekkend
- XX: Onschadelijk / kan als huisdier worden gehouden
- XXX: Mag geen problemen opleveren voor een kundig tovenaar
- XXXX: Gevaarlijk / vereist specialistische kennis  / eventueel handelbaar voor een bekwaam tovenaar
- XXXXX: Bekende tovenaardoder / onmogelijk af te richten of te temmen

## Bekende fabeldieren
De volgende fabeldieren zijn in aparte artikelen beschreven:
- Acromantula
- Basilisk
- Centaur
- Draak
- Eenhoorn
- Feniks
- Hippogrief
- Huis-elfen
- Reus
- Schroeistaartige Skreeft
- Sfinx
- Terzieler

## Minder bekende fabeldieren

### Alf
Een alf (Engels: Imp) is een kleurloos, 15 à 20 centimeter groot fabeldier. Ze hebben een kluchtig gevoel voor humor en komen in de vochtige en drassige gebieden van Groot-Brittannië en Ierland voor. Wat ze eten is onbekend. De classificatie door het Departement van Toezicht op Magische Wezens van het Ministerie van Toverkunst is XX, oftewel: Onschadelijk/Kan als huisdier worden gehouden.

### Aswinder
De aswinder lijkt op een slang met rode ogen. Aswinders ontstaan uit een te lang brandend, magisch vuur, bijvoorbeeld een vuur waar "brandstof" in is gebruikt. Na een tijdje komt er uit het magische vuur een slang met een grijze, askleurige huid en rode ogen. De slang zal direct op zoek gaan naar een goed beschutte plek om zijn eieren te leggen. Wanneer een aswinder zijn eieren heeft gelegd, valt hij in stof uiteen. De eieren stralen een allesverzengende hitte uit, die alles in de omgeving verbrandt. Wanneer de eigenaar ontdekt dat er een aswinder uit het vuur is gekomen, moet hij direct op zoek gaan naar de eieren om die met een goede spreuk te bevriezen, want anders zal het hele huis in vlammen opgaan. Wanneer de eieren eenmaal bevroren zijn, zijn ze een uitstekende grondstof voor toverdranken. Aswindereieren zijn bestempeld door het Ministerie van Toverkunst tot gevoelige handelswaar klasse B.

### Augurei
De augurei (Engels: Augurey) komt uit Engeland en Ierland, maar komt ook voor in de rest van Noord-Europa. Het is een dunne en droevig uitziende vogel, als een kleine en ondervoede gier. Hij is groenig zwart van kleur. Hij eet grote insecten en feeën.
Hij zingt als er regen komt en wordt gebruikt als weervoorspeller. Vroeger dacht men dat hij de dood voorspelde als hij zong.
Zebedeüs Pieper schreef rond 1824 het boek Waarom Ik Niet Insliep, Toen De Augurei Riep.

### Boomtrul
Boomtrullen (Engels: Bowtruckles) zijn kleine wezentjes van ongeveer 20 centimeter, die uit schors en takjes lijken te bestaan. Ze leven meestal in bomen waarvan men toverstokken maakt in grotere bossen. In het algemeen zijn boomtrullen vredelievende wezentjes maar wanneer iets of iemand in de buurt van hun boom komt vallen ze aan en proberen ze met hun lange scherpe vingers de ogen van de indringer uit te steken. Boomtrullen eten voornamelijk insecten, waaronder pissebedden, maar zijn ook dol op feeëneitjes.

### Chimaera
De chimaera is een zeldzaam dier uit Griekenland. Het heeft de kop van een leeuw, het lichaam van een geit en de staart van een draak. De chimaera is zeer bloeddorstig en kwaadaardig en ook erg gevaarlijk. Er is slechts één geval bekend waarbij een tovenaar een chimaera versloeg, maar door uitputting viel hij van zijn vliegende paard en sloeg te pletter.
De eieren van een chimaera gelden als Gevoelige Handelswaar, Klasse A.

### Crup
Crups zien eruit als Jackrussellterriërs, maar dan met een gevorkte staart. Ze zijn ontstaan in het zuidoosten van Engeland en zijn vrijwel zeker door magiërs gefokt, gezien hun grote aanhankelijkheid tegenover tovenaars en hun agressie tegenover Dreuzels.
De crup eet alles, van kabouters tot oude autobanden, en scharrelt overal zijn voedsel bij elkaar.
Tovenaars kunnen crup-vergunningen afhalen bij het Departement van Toezicht op Magische Wezens, na het afleggen van een test waarbij de aanvragende tovenaar moet laten blijken dat hij zijn crup in bedwang kan houden, vooral in gebieden waar Dreuzels wonen.
Crup-eigenaars zijn wettelijk verplicht om de staart van hun huisdier te verwijderen door middel van een Tornspreuk als de crup tussen de zes en de acht weken oud is, omdat hij anders misschien de aandacht van Dreuzels zou kunnen trekken.

### Delfstoffer
Een delfstoffer is dol op alles wat glinstert en wordt daarom door Kobolden van Goudgrijp gebruikt om te zoeken naar diep verborgen schatten. Een delfstoffer is harig en heeft zwart haar en een lange snuit. Hij is gebaseerd op zowel de honingdas als het vogelbekdier.
Hoewel delfstoffers uiterst vriendelijke en aaibare dieren zijn, mag een delfstoffer nooit als huisdier gehouden worden omdat deze anders het hele huis zal verwoesten.
In het vierde boek behandelt Hagrid delfstoffers in een les Verzorging van Fabeldieren. Hij laat de leerlingen kaboutergoud opgraven met behulp van de delfstoffers.
In het vijfde boek wordt Hagrid er van beschuldigd delfstoffers in de kamer van professor Omber binnen te hebben gesmokkeld. De daadwerkelijke dader is Leo Jordaan.
De delfstoffer speelt vooral een rol in Fantastic Beasts and Where to Find Them en is ook fysiek in de films aanwezig.

### Demiguise
De demiguise is een zilverkleurige aapachtige die voorkomt in het Verre Oosten. De demiguise is vreedzaam en eet enkel planten. Men vindt de demiguise met grote moeite, daar het dier zichzelf onzichtbaar kan maken wanneer het zich bedreigd voelt. Het dier kan dan alleen gezien worden door tovenaars met jachtervaring. De vacht van de demiguise is hierom zeer gewild, want van het haar worden Onzichtbaarheidsmantels geweven.

### Fee
Een fee is een klein decoratief diertje met weinig intelligentie. Omdat ze vaak door tovenaars worden gebruikt als decoratie, woont de fee in de buurt van bosland of in open plekken in het bos. Veranderend in hoogte van twee tot vijftien centimeter heeft de fee een klein mensachtig lichaam, maar met lange insectachtige vleugels op zijn rug, die transparant of verschillend in kleur kunnen zijn, afhankelijk van het type fee.
De fee heeft een kleine mogelijkheid tot magie wat hij gebruik om vijanden af te weren, zoals de Augurei.
Het dier heeft een druk karakter maar, omdat hij buitensporig ijdel is zal het meteen meewerken als de fee gevraagd wordt als versiering te dienen. Ondanks zijn menselijke gelijkenis kan de fee niet praten. De fee maakt hoge geluiden om met zijn gelijke te communiceren.
Een fee legt ongeveer vijftig eieren tegelijk aan de onderkant van een blad. Het ei veranderd in een opvallend gekleurde larve. Als de fee zes tot tien dagen oud is maakt hij een cocon om zichzelf en een maand later komen ze tevoorschijn als een volledig gevormde, gevleugelde volwassene.

### Flubberwurm
Flubberwurmen (Engels: Flobberworm) zien eruit als dikke bruine wormen. Ze worden maximaal 25 centimeter lang en bewegen zeer weinig. De twee uiteinden zijn niet van elkaar te onderscheiden en produceren allebei het slijm waaraan de flubberwurm zijn naam dankt. Dit slijm wordt tevens gebruikt om toverdranken dikker te maken. Flubberwurmen leven in vochtige greppels.
De flubberwurm prefereert sla, maar houdt van vrijwel elk soort groenvoer.
Flubberwurmen hebben geen zichtbare kop of tanden. Toch beweerde Vincent Korzel in Harry's vierde schooljaar tegenover roddeljournaliste Rita Pulpers dat hij gebeten was door een flubberwurm, om Rubeus Hagrid, de leraar van het schoolvak Verzorging van Fabeldieren, een hak te zetten.

### Fwoeper
De fwoeper is een vogel uit Afrika. Hij heeft een opvallend kleurrijk verenkleed, dat felgroen, geel, oranje of roze kan zijn. De eieren van een fwoeper hebben oogverblindende patronen. Het gezang van een fwoeper klinkt aanvankelijk aangenaam, maar leidt uiteindelijk tot krankzinnigheid, vandaar dat fwoepers altijd met een Zwijgbezwering worden verkocht. De eigenaar van een fwoeper dient in het bezit te zijn van een vergunning.

### Grauwel
De grauwel is, hoewel lelijk, ongevaarlijk. Een grauwel lijkt een beetje op een erg slijmerige wildeman, met vooruitstekende tanden. Hij leeft meestal in schuren of op vlieringen bij tovenaarsfamilies. Grauwels eten spinnen en motten.
Soms kreunt de grauwel en smijt hij met voorwerpen, maar in wezen is hij ongevaarlijk. In het ergste geval zal hij angstaanjagend grommen als iemand hem tegenkomt. De Taakeenheid Grauwels van het Departement van Toezicht op Magische Wezens is speciaal bedoeld om grauwels uit huizen die door Dreuzels worden gekocht te verwijderen. In tovenaarsfamilies is de grauwel meestal een geliefd gespreksonderwerp en soms zelfs een soort huisdier.
In het zevende boek verkleedt en betovert Ron Wemel samen met zijn vader hun huisgrauwel zodat deze op (een doodzieke) Ron lijkt. Op deze manier denken de controleurs van Zweinstein dat Ron ziek op bed ligt wanneer Ron samen met Hermelien en Harry op zoek gaat naar Voldemorts Gruzielementen.

### Horklump
De horklump lijkt op een vleesachtige, roze paddenstoel en is schaars begroeid met stugge zwarte haren. De Horklump kwam oorspronkelijk uit Scandinavië, maar heeft zich nu al door heel Noord-Europa verspreid.
De Horklump vermenigvuldigt zich razendsnel en kan de meeste tuinen binnen een paar dagen compleet overwoekeren. In plaats van wortels spreidt hij zijn pezige tentakels uit onder de grond en zoekt daarmee naar regenwormen. De Horklump is het lievelingskostje van kabouters, maar is verder nergens nuttig voor.

### Jarvey
De jarvey, een dier dat lijkt op een uit de kluiten gegroeide fret, komt voor in Groot-Brittannië, Noord-Amerika en Ierland. Het bijzondere aan de jarvey is dat hij kan praten, hoewel een echt gesprek hem te boven gaat en hij zich meestal beperkt tot een onophoudelijke stroom van korte (beledigende) zinnen.
Jarvey's wonen het overgrote deel van hun leven onder de grond, waar zij jagen op kabouters, maar ook mollen, ratten en veldmuizen zitten in hun dieet.

### Juttemus
De juttemus is een kleine vogel met blauwe spikkels, die voorkomt in Noord-Europa en Noord-Amerika. De juttemus leeft van insecten.
Hij maakt zijn leven lang geen enkel geluid, tot aan zijn dood, dan uit hij een lange gil die bestaat uit alle geluiden die hij ooit gehoord heeft, maar dan in omgekeerde volgorde. De veren van de juttemus dienen als ingrediënt in Waarheidsserums en Geheugendrankjes.

### Kabouter
Kabouters (Engels: Gnomes) leven in holen die zich in tuinen, kerkers en bossen kunnen bevinden. De meeste tovenaars beschouwen hen als een tuinplaag en halen ze graag weg. Ze zijn klein en leerachtig met een groot, kaal hoofd. Ze kunnen agressief zijn. Je kunt ze kwijt raken door ze, aan hun enkels, boven je hoofd te slingeren en dan los te laten. Ze zijn dan te duizelig om hun kabouterholen terug te vinden. Kabouters zijn niet erg slim maar wel nieuwsgierig.

### Kappa
De kappa is een waterduivel uit Japan. Hij leeft in ondiepe vijvers. Van de kappa wordt gezegd dat hij lijkt op een aap, maar in plaats van haar vissenschubben heeft. In de kruin van zijn hoofd heeft hij een holte waarin hij water bewaart.
De kappa leeft van het drinken van mensenbloed, maar men kan hem overhalen iemand niet te deren door de kappa een komkommer toe te werpen waarin de naam van de desbetreffende persoon in staat gekerfd. Wanneer een tovenaar de confrontatie aangaat met een kappa, moet hij ervoor zorgen dat de kappa buigt, hierdoor loopt namelijk het water uit de holte in zijn hoofd, waardoor hij krachteloos wordt.

### Kelpie
Een kelpie is een waterduivel uit Groot-Brittannië en Ierland. Hij kan verschillende vormen hebben, maar is meestal een paard met manen van biezen in plaats van haren. Het doel van de kelpie is voorbijgangers op zijn rug lokken, waarna hij naar de bodem van de rivier of het meer duikt en daar zijn slachtoffer verslindt, terwijl de ingewanden naar boven drijven.
Om een kelpie onschadelijk te maken moet men hem een hoofdstel omdoen waarover een Tembezwering uitgesproken is. Hierdoor wordt hij mak en volgzaam.

### Knarl
De knarl is een in Noord-Europa en Noord-Amerika levend dier dat veel op een egel lijkt, en daarom door Dreuzels daar vaak voor wordt aangezien. De twee soorten zijn immers identiek, op één gedragsaspect na: wanneer men in de tuin voedsel neerzet voor een egel, zal die dat graag tot zich nemen, maar wanneer men voedsel aanbiedt aan een knarl, zal die ervan uitgaan dat de huiseigenaar hem in de val probeert te lokken en zal daarom zijn woede afreageren op de planten en/of tuinornamenten van diezelfde eigenaar. Op die manier zijn veel Dreuzelkinderen vals beschuldigd van vandalisme, terwijl in werkelijkheid een knarl de dader was.

### Kommerhommel
De kommerhommel is een grijsbehaard, vliegend insect dat brandnetels eet. Ze vestigen zich het liefst op donkere, stille plaatsen, zoals in grotten.
De kommerhommel scheidt een vloeistof uit die zwartgalligheid opwekt, maar die ook wordt gebruikt als tegengif voor de hysterie van mensen die Sint-Vituskruid in hebben genomen.

### Lobbelog
De lobbelog is een simpel dier dat leeft op de Noordzeebodem. Hij is ongeveer vijfentwintig centimeter lang en bestaat uit een zak met gif en een rubberachtige buis. Wanneer de lobbelog zich bedreigd voelt knijpt hij zijn gifreservoir ineen en bespuit zijn vijand. De lobbelog wordt door meermensen als wapen gebruikt. Het gif van de lobbelog wordt door sommige tovenaars geëxtraheerd voor het gebruik in toverdranken. Dit laatste is echter aan strenge regels gebonden.

### Mantichore
De mantichore is een zeer gevaarlijk wezen dat voorkomt in Griekenland. Het heeft het hoofd van een mens, het lichaam van een leeuw en de staart van een schorpioen. De mantichore is net zo zeldzaam en gevaarlijk als de chimaera en volgens verhalen kreunt hij zacht van genot, terwijl hij zijn prooi verslindt. De huid van een mantichore weert alle bekende bezweringen af en een steek van zijn angel heeft de dood tot gevolg.

### Mook
De mook is een zilvergroene hagedis die maximaal vijfentwintig centimeter lang kan worden. Hij komt veel voor in Groot-Brittannië en Ierland. Hij kan zichzelf, als hij dat wil, laten krimpen en is daardoor nog nooit door een Dreuzel gezien.
Mookvel is zeer geliefd en wordt gebruikt om geldbuidels en portemonnees van te maken, omdat het vel krimpt als er een vreemdeling nadert, net zoals de oorspronkelijke eigenaar deed; hierdoor zijn geldbuidels van mookvel vrijwel onvindbaar voor dieven.
Harry Potter kreeg voor zijn zeventiende verjaardag een buideltje van mookvel van Hagrid.

### Murtlap
De murtlap is een wezen met het voorkomen van een rat. Hij leeft vooral in de kustgebieden en voedt zich met schaaldieren. Ook eet hij de voeten van iedereen die de pech heeft op hem te gaan staan. Op zijn rug heeft de murtlap een op een zeeanemoon lijkende uitstulping. Wanneer deze zogenaamde murtlapgroeisels in zuur worden gelegd en vervolgens opgegeten worden, bevordert dit de weerstand tegen beheksingen en vervloekingen. Een overdosis kan echter leiden tot paarse haargroei in de oren.

### Noendoe
De noendoe is een zeer gevaarlijk wezen. Om die reden heeft het Ministerie van Toverkunst hem geclassificeerd als "XXXXX" (extreem gevaarlijk). Het dier lijkt uiterlijk sterk op een luipaard en komt alleen voor in Oost-Afrika.
De snelheid van de noendoe is erg hoog. Omdat de noendoe zo extreem hard en geruisloos kan rennen is er ook bijna nooit een tovenaar in geslaagd om er één te vangen. Men is er één keer in geslaagd een noendoe in een hinderlaag te laten lopen, maar daar waren honderd tovenaars voor nodig.
Het grootste wapen van de noendoe is zijn adem. Als je de adem van een noendoe inademt val je onmiddellijk dood neer. De pels van een dode noendoe wordt gebruikt om gewaden van te maken waarmee de drager zich geruisloos kan voortbewegen.

### Nogtands
De nogtands (Engels: nogtail) lijkt op een onvolgroeid varkentje, met lange poten, een korte, stompe staart en smalle zwarte ogen. Hij glipt vaak binnen in een stal van een boerderij, waar hij drinkt bij een gewone zeug. De Nogtands is uitzonderlijk snel en moeilijk te vangen. Er wordt door tovenaars op gejaagd.
De nogtands wordt in het zesde boek genoemd. In het boek wordt verteld dat Professor Slakhoorn een foto heeft waarop te zien is dat Magnus Stoker met zijn oom Canisius en vrienden (Rufus Schobbejak en Boudewijn Hilarius) op nogtandsen jagen.

### Porlock
De porlock is een paardenhoeder en komt voor in Dorset en Zuid-Ierland. De porlock voedt zich met gras. Hij heeft een ruwe pels, een grote bos weerbarstig haar op zijn kop en een abnormaal grote neus. Zijn korte armen eindigen in vier stompe vingers en zijn poten in gespleten hoeven. Een volgroeide porlock is ongeveer zestig centimeter lang.
Porlocks zijn zeer schuw, wantrouwen mensen en verbergen zich als er iemand nadert. Ze wijden hun hele leven aan het beschermen van paarden. Soms wordt de porlock aangetroffen in een stal, verborgen in het hooi of tussen de kudde die hij beschermt.

### Ramora
De ramora is een zilverkleurige vis. Hij komt voor in de Indische Oceaan. De ramora heeft veel magische krachten, hij kan schepen voor anker leggen en waakt ook over zeelui. De ramora wordt zeer gewaardeerd door het Internationaal Overlegorgaan van Heksenmeesters. Dit heeft dan ook een aantal wetten aangenomen ter bescherming van de ramora tegen magische stropers.

### Re'em
De re'em is een goudkleurige en erg zeldzame reuzenos die zowel in de Noord-Amerikaanse wildernis als in het Verre Oosten leeft. Het bloed van een re'em geeft de drinker ervan bovenmenselijke kracht, maar is, omdat er moeilijk aan te komen is, zelden te koop.

### Roodkopje
Een roodkopje is een dwergachtig wezen. Ze wonen in ondieptes op plaatsen waar mensenbloed heeft gevloeid en slaan hun prooien dood met knuppels. Voor een kundig tovenaar zijn roodkopjes af te weren met behulp van vervloekingen en/of bezweringen, maar voor eenzame Dreuzels zijn ze erg gevaarlijk.

### Runespoor
Een Runespoor is een driekoppige slang, feloranjegekleurd met zwarte strepen. Hij wordt meestal tussen de anderhalve meter en de twee meter lang. Vanwege zijn kleurpatroon is hij erg opvallend. Om die reden heeft het Ministerie van Toverkunst zijn leefgebied "Onleesbaar" gemaakt, zodat Dreuzels het leefgebied niet kunnen vinden en de slang dus niet kunnen zien. In vroeger tijden werd de Runespoor vaak als huisdier gehouden door Duistere tovenaars, vandaar dat veel tovenaars en heksen de Runespoor graag mijden en er bang voor zijn. Een Runespoor sterft vaak jong doordat zijn drie koppen het continu met elkaar oneens zijn en elkaar dan vaak aanvallen. Een van de belangrijkste eigenschappen van een Runespoor is dat hij zijn eieren in zijn bek legt. Runespooreieren worden vaak gebruikt bij toverdranken. De eieren zijn dan ook Gevoelig Handelswaar Klasse A.

### Scheldvis
De scheldvis is een vis die geheel bedekt is met scherpe stekels en die voorkomt in de Atlantische Oceaan.
De eerste school scheldvissen zou in het begin van de negentiende eeuw geschapen zijn, uit wraak op een groepje Dreuzelvissers dat een groep zeilende tovenaars had beledigd. Vanaf die dag merkten alle Dreuzels die in dat gedeelte van de zee visten dat hun netten leeg en gescheurd waren als ze ze ophaalden, dankzij de scheldvissen.

### Zompelaar
Een zompelaar is een spichtige, eenbenige geest met een lantaarntje. 's Nachts proberen ze eenzame reizigers in een moeras te leiden, wat dan ook hun favoriete bezigheid is. Hun leefgebied ligt vooral in het zuidwesten van Engeland waar ze leven in moerassen, heidevelden en veenpoelen. Zodra een zompelaar ergens een reiziger ontdekt, ontsteekt hij zijn lantaarn, zo hoopt hij zijn slachtoffer te lokken. Vaak lukt dit omdat de reiziger het stipje voor een herberg of een andere veilige plek houdt. Nog voor de reiziger doorheeft dat dit niet het geval is, zakt hij al weg in een moeras of greppel.
Naast het lokken naar moerassen, lokt de zompelaar zijn slachtoffers ook weleens naar kliffen. Aan de rand van de klif duwt hij de reiziger van de klif af onder luid gejoel en gekrijs. Dit doen zompelaars dan ook gewoon voor de lol, want met de lijken doen ze niets.
In de Dreuzelwereld is vaak bekend dat veel reizigers in rondjes liepen, in greppels doodvielen of verdwaalden en naar het noorden reisden terwijl ze eigenlijk naar het zuiden wilden. Dreuzels weten niet af van het bestaan van zompelaars en wijten deze ongevallen dus aan de onvoorzichtigheid van de reiziger of de slechte omgeving en het landschap waarin zulke ongelukken dikwijls voorkomen.
Overigens verdwalen sinds de komst van de auto een stuk minder Dreuzels. Daar komt nog bij dat zompelaars heel gemakkelijk te bestrijden zijn: ze kunnen namelijk niet tegen licht, met uitzondering van dat van hun eigen lantaarntjes. Om ze te bestrijden hoeft men dus alleen maar de spreuk Lumos uit te spreken op ongeveer 20 centimeter van de zompelaar. Na enkele seconden zal hij dan in mist uiteenvallen. Hij verdwijnt dan voorgoed en komt niet meer terug. Hun ontstaan uit mist is nog steeds een raadsel.